# Oedothorax simplicithorax
Oedothorax simplicithorax är en spindelart som beskrevs av Andrei V. Tanasevitch 1998. Oedothorax simplicithorax ingår i släktet Oedothorax och familjen täckvävarspindlar.
Artens utbredningsområde är Nepal. Inga underarter finns listade i Catalogue of Life.